# Samuel Palmer

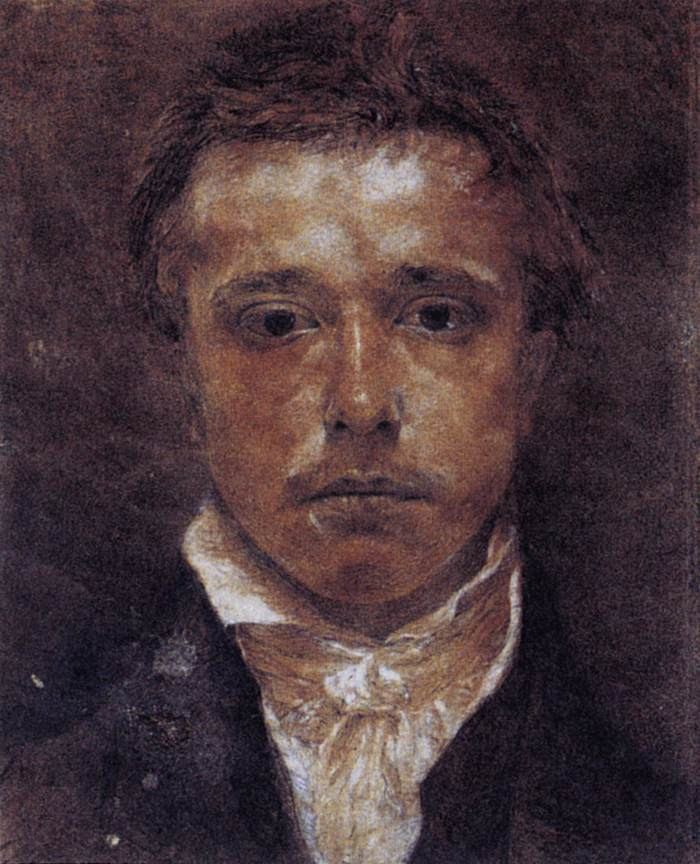
Selbstporträt, ca. 1825

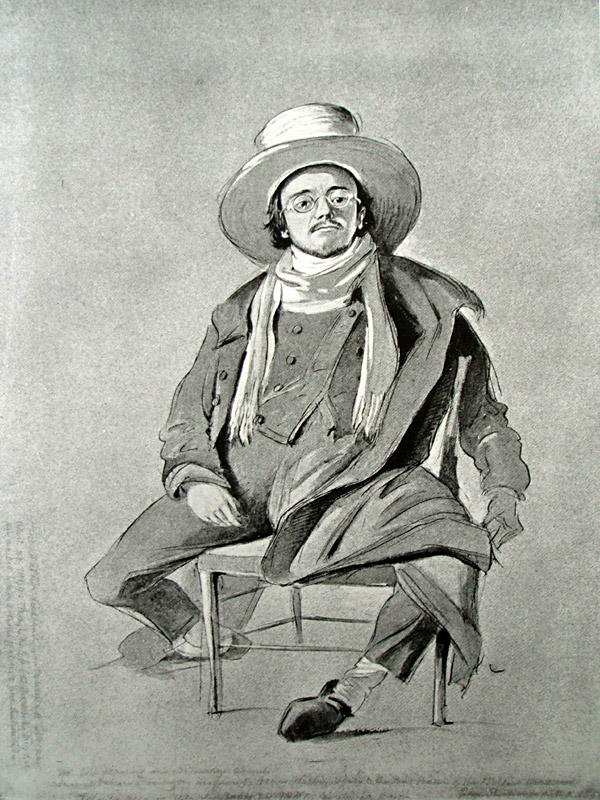
Cartoon-Porträt von Samuel Palmer

Samuel Palmer (* 27. Januar 1805 in Newington bei London; † 24. Mai 1881 in Redhill, Surrey, England) war ein britischer Landschaftsmaler, Zeichner und Radierer der Romantik.

## Leben
Als Sohn eines Buchhändlers begann Palmer schon als Kind, sich mit Literatur und Malerei zu beschäftigen. Erste Unterweisungen erhielt er vom Landschaftsmaler William Wate, und bereits 1819 wurden seine Werke in der Royal Academy of Arts und von der British Institution ausgestellt. Nachdem seine Familie 1820 in den Londoner Stadtteil Bloomsbury umgezogen war, konnte er im British Museum Zeichnungen nach antiken Statuen anfertigen. 1822 schloss er Freundschaft mit John Linnell und lernte durch diesen dessen Lehrer John Varley, William Mulready und vor allem William Blake kennen, dessen visionäre und mystische Werke einen starken Einfluss auf Palmer ausübten, wie in dem frühen Gemälde Repose of the Holy Family (1824), aber auch in seinem in farbiger Kreide ausgeführten, melancholischen Selbstporträt von 1824/25 zu sehen ist.
Zu dieser Zeit schloss er sich einer Gruppe befreundeter Maler an, die sich „The Ancients“ nannten, vom Spiritualismus, Pantheismus und Neuplatonismus beeinflusst waren und zu denen u. a. Edward Calvert und George Richmond gehörten. 1827 zog der Vater des Künstlers nach Shoreham in der Grafschaft  Kent, wo er bis 1835 blieb, und die dortigen landschaftlichen Charakteristika finden sich in Palmers Bildern dieser Jahre wieder. Zu den wichtigeren Werken dieser Zeit gehören Bright Cloud und Skylark, die der Künstler wie andere seiner Frühwerke in Öl ausführte. Der Umzug nach London 1835 bewirkte allerdings eine zunehmend naturalistischere Landschaftsauffassung.

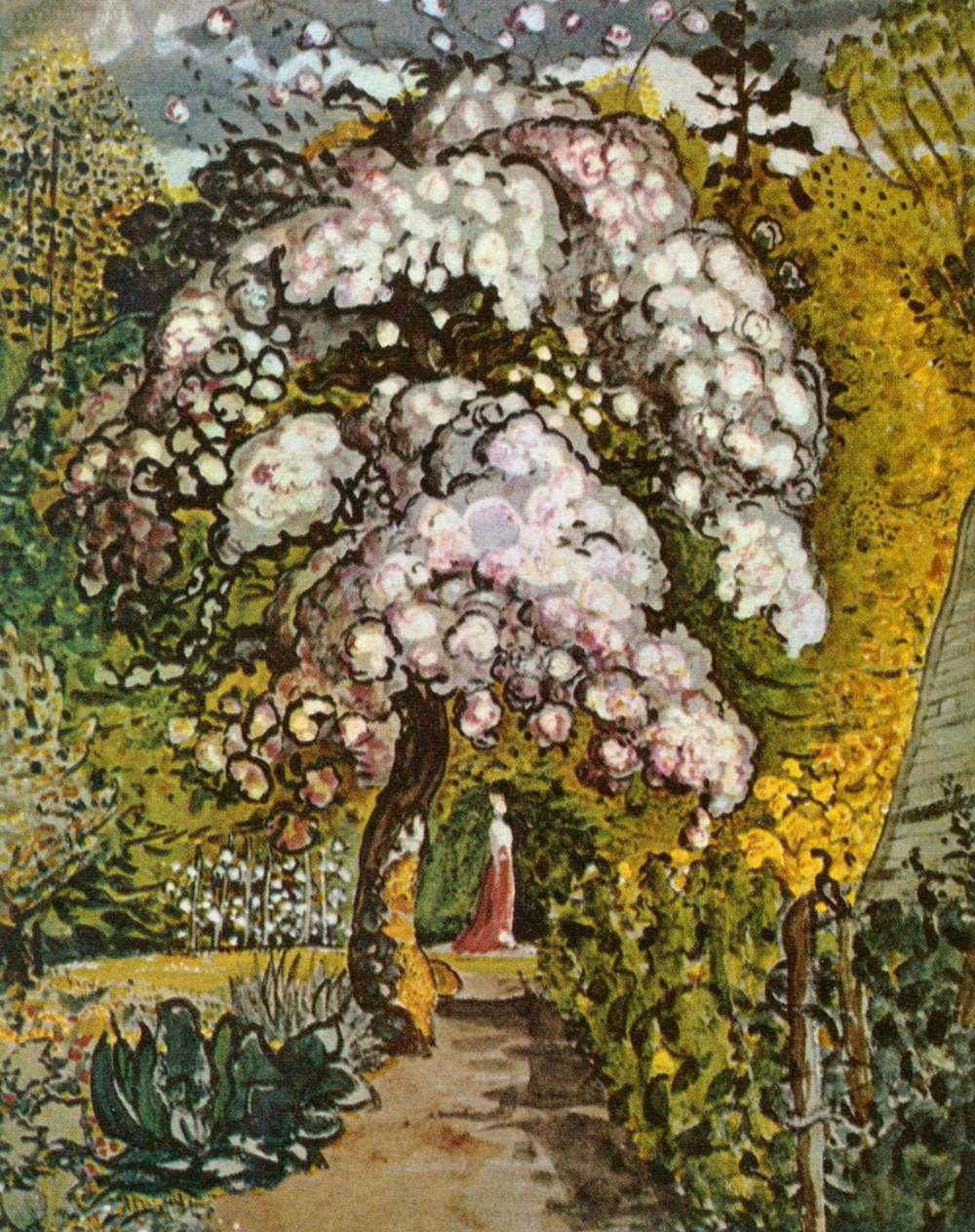
Garten in Shoreham (um 1850)

Nachdem Palmer 1839 Hannah Linnell, eine Tochter von John Linnell, geheiratet hatte, führten ihn die Flitterwochen nach Italien, wo er sich zwei Jahre mit Malereistudien beschäftigte und sich vermehrt der Malerei mit Wasserfarben zuwandte. Dadurch erfuhren seine Werke auch einen Stilwandel. Statt wie früher Nachtszenen darzustellen, widmet er sich fortan akademischer geprägten, konventionellen, lichtdurchfluteten klassischen Motiven.
Nach seiner Rückkehr nach England 1840 wurde er 1843 zunächst Assoziiertes Mitglied, dann 1854 Mitglied der Royal Watercolour Society. Seine Aquarelle zeichnen sich durch eine hervorragende Darstellung von Landschaftsformen aus sowie durch die meisterhafte Verwendung reicher, leichter und zugleich durchschlagender Farben. Zu den besten und wichtigsten Bildern, die Palmer in diesen Jahren schuf, gehören die Illustrationen für Neuausgaben von John Miltons Büchern L’Allegro und Il Penseroso.

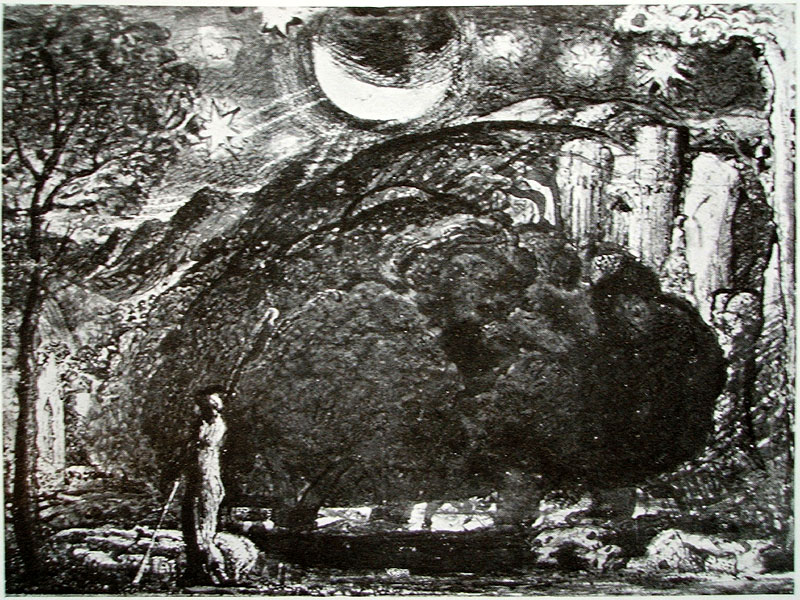
Schwarz-Weiß-Radierung einer Landschaft

1853 wurde er auch zum Mitglied des English Etching Club gewählt und widmete sich fortan auch der Radierkunst. Trotz seiner Fortschritte in dieser Technik ist die Anzahl der Radierungen in seinem Œuvre jedoch gering. Sie zeichnen sich dabei durch Wahrhaftigkeit und Vollständigkeit in ihrer Tonalität aus und vereinen zahlreiche Merkmale anderer grafischer Techniken, etwa der Schabkunst und des Holzschnitts. Radierungen wie Early Ploughman und Herdman’s Cottage erschienen auch in dem Fachbuch Etching and Etchers.
Da sich seine Werke insgesamt schlecht verkauften, sah sich Palmer 1862 gezwungen, nach Redhill in Surrey zu ziehen, wo der Künstler Kontakte zu den Präraffaeliten knüpfte und 1881 verstarb. Zu seinen letzten Arbeiten gehörte eine Reihe von Radierungen zur Illustration einer englischsprachigen Ausgabe von Vergils Eclogae, die 1883 veröffentlicht wurde. Diese enthielt neben Radierungen auch Reproduktionen seiner Wasserfarbenbilder. Einige der in diesem Band enthaltenen Radierungen wurden von seinem Sohn A. H. Palmer vervollständigt.
In den folgenden Jahrzehnten gerieten Palmer und seine Werke weitgehend in Vergessenheit. Zu einer Wiederentdeckung kam es erst während des Zweiten Weltkrieges durch neoromantische Maler wie Paul Nash, Graham Sutherland und John Minton, die in seinen Werken etwas wesentlich Englisches mit surrealistischen Obertönen sahen.